# ベイブ・マッカーシー
ベイブ・マッカーシー（Babe McCarthy、1923年10月1日 - 1975年3月17日）は、アメリカ合衆国のバスケットボールの指導者。ミシシッピ州出身。

## 経歴
1967年から1974年まで7シーズン、ABAのニューオーリンズ・バッカニアーズ、ダラス・チャパラルズ、ケンタッキー・カーネルズでヘッドコーチを務め、レギュラーシーズン564試合を指揮し、280勝284敗、プレーオフ40試合18勝22敗。